# Jacobidrebber
Jacobidrebber ist ein Ortsteil der Gemeinde Drebber im niedersächsischen Landkreis Diepholz.

## Geographie und Verkehrsanbindung
Der Ort liegt im südöstlichen Bereich der Gemeinde Drebber zu beiden Seiten der B 51 und an der Kreisstraße K 30. Am nördlichen Ortsrand fließt die Hunte.

## Sehenswürdigkeiten
In der Liste der Baudenkmale in Drebber sind für Jacobidrebber vier Baudenkmale aufgeführt, darunter
- die St. Jacobikirche, eine spätgotische Saalkirche (siehe Kirchen in Drebber).